# 日本真空工業会
日本真空工業会（にほんしんくうこうぎょうかい、Japan Vacuum Industry Association）は、真空産業関連企業の集まる業界団体。略称JVIA。

## 本部所在地
- 東京都港区西新橋3-23-5 御成門郵船ビル13階

## 真空産業
- 同会では、真空産業を「真空下の諸現象を利用した装置産業、これを構成するコンポーネント産業および付帯するサービス産業」と定義付けている。同会の働きかけにより、日本標準産業分類の細分類に「2668 真空装置、真空機器製造業」が新設された。
- 2007年8月20日現在、正会員70社・賛助会員56社・特別会員9団体が登録されている。

## 資格認定
日本真空協会と協同で平成15年より真空技術者の資格認定を行なっている。

## 沿革
- 1958年7月 - 日本真空協会設立。
- 1985年7月 - 日本真空協会内の「工業部会」が独立、日本真空工業会設立。